# FC Miroslav
FC Miroslav (celým názvem: Football Club Miroslav) je český fotbalový klub, který sídlí v Miroslavi na Znojemsku v Jihomoravském kraji. Založen byl roku 1929 jako DSK Miroslav. Klubovými barvami jsou modrá, červená a bílá. Od sezony 2019/20 nastupuje v I. B třídě Jihomoravského kraje (7. nejvyšší soutěž). Patří mezi stabilní účastníky krajských soutěží (nepřetržitě od 1975/76 včetně).
K největším úspěchům klubu patří trojnásobné vítězství v jihomoravské I. A třídě (1992/93, 1997/98 a 2004/05) a účast v 10 sezonách nejvyšší krajské (župní) soutěže (1984/85 – 1985/86, 1993/94 – 1995/96, 1998/99 – 1999/00, 2005/06 – 2007/08), přičemž nejlepším umístěním je 10. místo v sezonách 1985/86 (vzhledem k reorganizaci soutěží znamenalo sestup ze čtrnáctičlenné skupiny), 1994/95 a 2006/07.
V sezoně 1999/00 zde trénoval Rudolf Skarka (bývalý trenér Třince, Zbrojovky Brno, Prostějova či Slavkova u Brna). V sezoně 2015/16 zde trénoval Tomáš Šťastný – bývalý prvoligový hráč Vítkovic a Zbrojovky Brno. Od sezony 2018/19 je trenérem bývalý prvoligový hráč Martin Hudec.
V sezoně 2004/05 za Miroslav nastupoval i Miroslav Steinhauser, na jaře 2012 zde hrál mj. Milan Macík.

## Historické názvy
Zdroj: 
- 1929 – DSK Miroslav (Dělnický sportovní klub Miroslav)
- 1930 – SK Miroslav (Sportovní klub Miroslav)
- 1949 – JTO Sokol Miroslav (Jednotná tělovýchovná organisace Sokol Miroslav)
- 1953 – DSO Sokol Miroslav (Dobrovolná sportovní organisace Sokol Miroslav)
- 1957 – TJ Sokol Miroslav (Tělovýchovná jednota Sokol Miroslav)
- 1959 – Přerušil činnost
- 1961 – Obnovil činnost
- 1974 – TJ Družstevník Miroslav (Tělovýchovná jednota Družstevník Miroslav)
- 1990 – FC Miroslav (Football Club Miroslav)

## Stručná historie miroslavské kopané
Roku 1929 byl založen Dělnický sportovní klub Miroslav. Klub však brzy zbankrotoval a byl rozpuštěn. Hned v roce 1930 byl ustaven Sportovní klub Miroslav. Ve třicátých letech založili občané německé národnosti vlastní klub Misslitzer sportverein (MSV), po druhé světové válce přebral jeho zázemí SK Miroslav.
Po postupu z I. B třídy v ročníku 1975/76 se pohybuje převážně mezi v I. A třídou a krajským přeborem. Ve dvou ročnících I. A třídy (premiérový 1976/77 a 1982/83) klub zachránila od sestupu zpět do I. B třídy reorganizace soutěží, sestupu se však ve druhé polovině 80. let nevyhnul. V ročníku 1988/89 hrál I. B třídu Jihomoravského kraje ve skupině C, kde skončil na třetím místě za mužstvy TJ Jiskra Kyjov „B“ (vítěz) a TJ Slavoj Velké Pavlovice (2. místo).
Oddíl se však do I. A třídy brzy vrátil, v sezoně 1992/93 se mu v ní poprvé podařilo zvítězit, čímž se po 7 letech vrátil do nejvyšší župní (krajské) soutěže. Vítězství v I. A třídě zopakoval ještě v sezonách 1997/98 a 2004/05.

## Zázemí klubu
Původní hřiště klubu bylo na prostranství před koupalištěm. Nové hřiště bylo vybudováno u cihelny, kde se hrálo do roku 1938. Ve třicátých letech ustavili Němci vlastní klub MSV (Misslitzer sportverein), který měl hřiště nad křižovatkou Miroslavské Knínice – Kadov. Hřiště německého klubu po válce převzal SK i se šatnami.
V roce 1994 se začala zatravňovat hrací plocha, v sobotu 15. července 1995 bylo slavnostně otevřeno hřiště s travnatým povrchem utkáním s druholigovým FC LeRK Brno (prohra 0:6). I když se před zahájením programu strhla nad Miroslaví obrovská průtrž mračen, utkání sledovalo více než 2 000 diváků. V budově stadionu se nachází restaurace, kabiny pro všechna mužstva, sauna, masérna a solárium.
Stadion má kapacitu 1 300 diváků, z toho 1 000 míst je k sezení. Krytá tribuna pojme 600 sedících diváků, na nekryté tribuně je 400 míst k sezení. Rozměry hřiště jsou 105 x 64 metrů.

## Umístění v jednotlivých sezonách
Stručný přehled
Zdroj: 
- 1973–1974: Okresní soutěž Znojemska – sk. ?
- 1974–1975: Okresní přebor Znojemska
- 1975–1976: I. B třída Jihomoravského kraje – sk. ?
- 1976–1977: I. A třída Jihomoravského kraje – sk. B
- 1977–1983: I. A třída Jihomoravského kraje – sk. A
- 1983–1984: Jihomoravská krajská soutěž I. třídy – sk. ?
- 1984–1986: Jihomoravský krajský přebor – sk. A
- 1988–1989: I. B třída Jihomoravského kraje – sk. C
- 1991–1993: I. A třída Jihomoravské župy – sk. B
- 1993–1996: Jihomoravský župní přebor
- 1996–1998: I. A třída Jihomoravské župy – sk. B
- 1998–2000: Jihomoravský župní přebor
- 2000–2002: I. A třída Jihomoravské župy – sk. B
- 2002–2003: I. A třída Jihomoravského kraje – sk. B
- 2003–2005: I. A třída Jihomoravského kraje – sk. A
- 2005–2008: Přebor Jihomoravského kraje
- 2008–2019: I. A třída Jihomoravského kraje – sk. A
- 2019–2024: I. B třída Jihomoravského kraje – sk. B
- 2024–: Okresní přebor Znojemska

Jednotlivé ročníky
Zdroj: 
Legenda: Z – zápasy, V – výhry, R – remízy, P – porážky, VG – vstřelené góly, OG – obdržené góly, +/− – rozdíl skóre, B – body, červené podbarvení – sestup, zelené podbarvení – postup, fialové podbarvení – reorganizace, změna skupiny či soutěže
| Československo (1973 – 1993) |                                              |        |     |     |     |     |     |     |     |     |        |
| Sezóny                       | Liga                                         | Úroveň | Z   | V   | R   | P   | VG  | OG  | +/− | B   | Pozice |
| 1973/74                      | Okresní soutěž Znojemska – sk. ?             | 9      | ... | ... | ... | ... | ... | ... | ... | ... | 1.     |
| 1974/75                      | Okresní přebor Znojemska                     | 8      | ... | ... | ... | ... | ... | ... | ... | ... | 1.     |
| 1975/76                      | I. B třída Jihomoravského kraje – sk. ?      | 7      | ... | ... | ... | ... | ... | ... | ... | ... | 1.     |
| 1976/77                      | I. A třída Jihomoravského kraje – sk. B      | 6      | 26  | ... | ... | ... | ... | ... | ... | 9   | 13.    |
| 1977/78                      | I. A třída Jihomoravského kraje – sk. A      | 5      | 26  | 7   | 10  | 9   | 26  | 42  | −16 | 24  | 10.    |
| 1978/79                      | I. A třída Jihomoravského kraje – sk. A      | 5      | 26  | 9   | 10  | 7   | 31  | 30  | +1  | 28  | 8.     |
| 1979/80                      | I. A třída Jihomoravského kraje – sk. A      | 5      | 30  | 13  | 12  | 5   | 46  | 28  | +18 | 38  | 3.     |
| 1980/81                      | I. A třída Jihomoravského kraje – sk. A      | 5      | 30  | 11  | 6   | 13  | 33  | 40  | −7  | 28  | 11.    |
| 1981/82                      | I. A třída Jihomoravského kraje – sk. A      | 6      | 30  | 10  | 9   | 11  | 28  | 35  | −7  | 29  | 7.     |
| 1982/83                      | I. A třída Jihomoravského kraje – sk. A      | 6      | 30  | 6   | 12  | 12  | 35  | 45  | −10 | 24  | 13.    |
| 1983/84                      | Jihomoravská krajská soutěž I. třídy – sk. ? | 6      | 26  | ... | ... | ... | ... | ... | ... | ... |        |
| 1984/85                      | Jihomoravský krajský přebor – sk. A          | 5      | 26  | 8   | 6   | 12  | 28  | 38  | −10 | 22  | 12.    |
| 1985/86                      | Jihomoravský krajský přebor – sk. A          | 5      | 26  | 7   | 8   | 11  | 23  | 37  | −14 | 22  | 10.    |
| ...                          |                                              |        |     |     |     |     |     |     |     |     |        |
| 1988/89                      | I. B třída Jihomoravského kraje – sk. C      | 7      | 26  | 11  | 8   | 7   | 47  | 37  | +10 | 41  | 3.     |
| ...                          |                                              |        |     |     |     |     |     |     |     |     |        |
| 1991/92                      | I. A třída Jihomoravské župy – sk. B         | 6      | 26  | 9   | 10  | 7   | 58  | 44  | +14 | 28  | 5.     |
| 1992/93                      | I. A třída Jihomoravské župy – sk. B         | 6      | 26  | 15  | 5   | 6   | 50  | 29  | +21 | 35  | 1.     |
| Česko (1993 – )              |                                              |        |     |     |     |     |     |     |     |     |        |
| Sezóna                       | Liga                                         | Úroveň | Z   | V   | R   | P   | VG  | OG  | +/− | B   | Pozice |
| 1993/94                      | Jihomoravský župní přebor                    | 5      | 30  | 8   | 8   | 14  | 32  | 52  | −20 | 24  | 13.    |
| 1994/95                      | Jihomoravský župní přebor                    | 5      | 30  | 12  | 3   | 15  | 52  | 62  | −10 | 39  | 10.    |
| 1995/96                      | Jihomoravský župní přebor                    | 5      | 30  | 4   | 7   | 19  | 30  | 63  | −33 | 19  | 15.    |
| 1996/97                      | I. A třída Jihomoravské župy – sk. B         | 6      | 26  | 10  | 4   | 12  | 51  | 47  | +4  | 34  | 8.     |
| 1997/98                      | I. A třída Jihomoravské župy – sk. B         | 6      | 26  | 15  | 4   | 7   | 58  | 36  | +22 | 49  | 1.     |
| 1998/99                      | Jihomoravský župní přebor                    | 5      | 30  | 9   | 5   | 16  | 38  | 52  | −14 | 32  | 14.    |
| 1999/00                      | Jihomoravský župní přebor                    | 5      | 30  | 4   | 8   | 18  | 28  | 65  | −37 | 20  | 16.    |
| 2000/01                      | I. A třída Jihomoravské župy – sk. B         | 6      | 26  | 11  | 7   | 8   | 43  | 31  | +12 | 40  | 6.     |
| 2001/02                      | I. A třída Jihomoravské župy – sk. B         | 6      | 26  | 11  | 7   | 8   | 43  | 31  | +12 | 40  | 6.     |
| 2002/03                      | I. A třída Jihomoravského kraje – sk. B      | 6      | 26  | 18  | 4   | 4   | 53  | 28  | +25 | 58  | 2.     |
| 2003/04                      | I. A třída Jihomoravského kraje – sk. A      | 6      | 26  | 12  | 6   | 8   | 62  | 36  | +26 | 42  | 5.     |
| 2004/05                      | I. A třída Jihomoravského kraje – sk. A      | 6      | 26  | 17  | 4   | 5   | 61  | 23  | +38 | 55  | 1.     |
| 2005/06                      | Přebor Jihomoravského kraje                  | 5      | 30  | 11  | 6   | 13  | 43  | 44  | −1  | 39  | 11.    |
| 2006/07                      | Přebor Jihomoravského kraje                  | 5      | 30  | 8   | 11  | 11  | 47  | 55  | −8  | 35  | 10.    |
| 2007/08                      | Přebor Jihomoravského kraje                  | 5      | 30  | 9   | 8   | 13  | 43  | 39  | +4  | 35  | 14.    |
| 2008/09                      | I. A třída Jihomoravského kraje – sk. A      | 6      | 26  | 15  | 5   | 6   | 54  | 30  | +24 | 50  | 2.     |
| 2009/10                      | I. A třída Jihomoravského kraje – sk. A      | 6      | 26  | 10  | 7   | 9   | 49  | 39  | +10 | 37  | 7.     |
| 2010/11                      | I. A třída Jihomoravského kraje – sk. A      | 6      | 26  | 11  | 8   | 7   | 39  | 27  | +8  | 41  | 4.     |
| 2011/12                      | I. A třída Jihomoravského kraje – sk. A      | 6      | 26  | 11  | 6   | 9   | 35  | 31  | +4  | 39  | 7.     |
| 2012/13                      | I. A třída Jihomoravského kraje – sk. A      | 6      | 26  | 6   | 9   | 11  | 37  | 47  | −10 | 27  | 13.    |
| 2013/14                      | I. A třída Jihomoravského kraje – sk. A      | 6      | 26  | 9   | 5   | 12  | 50  | 62  | −12 | 32  | 10.    |
| 2014/15                      | I. A třída Jihomoravského kraje – sk. A      | 6      | 26  | 7   | 9   | 10  | 35  | 44  | −9  | 30  | 9.     |
| 2015/16                      | I. A třída Jihomoravského kraje – sk. A      | 6      | 26  | 13  | 3   | 10  | 67  | 64  | +3  | 42  | 4.     |
| 2016/17                      | I. A třída Jihomoravského kraje – sk. A      | 6      | 26  | 11  | 3   | 12  | 47  | 50  | −3  | 36  | 7.     |
| 2017/18                      | I. A třída Jihomoravského kraje – sk. A      | 6      | 26  | 5   | 5   | 16  | 40  | 75  | −35 | 20  | 13.    |
| 2018/19                      | I. A třída Jihomoravského kraje – sk. A      | 6      | 26  | 4   | 0   | 22  | 47  | 103 | −56 | 12  | 14.    |
| 2019/20                      | I. B třída Jihomoravského kraje – sk. B      | 7      | 13  | 9   | 3   | 1   | 37  | 15  | +22 | 30  | 2.     |
| 2020/21                      | I. B třída Jihomoravského kraje – sk. B      | 7      | 10  | 6   | 1   | 3   | 25  | 12  | +13 | 19  | 4.     |
| 2021/22                      | I. B třída Jihomoravského kraje – sk. B      | 7      | 26  | 11  | 5   | 10  | 55  | 55  | 0   | 38  | 7.     |
| 2022/23                      | I. B třída Jihomoravského kraje – sk. B      | 7      | 26  | 9   | 3   | 14  | 51  | 80  | −29 | 30  | 11.    |
| 2023/24                      | I. B třída Jihomoravského kraje – sk. B      | 7      | 26  | 3   | 2   | 21  | 32  | 110 | −78 | 11  | 14.    |
| 2024/25                      | Okresní přebor Znojemska                     | 8      |     |     |     |     |     |     |     |     |        |

Poznámky:
- 1976/77: Po sezoně došlo k reorganizaci nižších soutěží.[9] Miroslavské od sestupu původně zachránilo rozpuštění „C“ mužstva Zbrojovky Brno.[1] Z důvodu reorganizace se však nakonec nesestupovalo.[9]
- 1980/81: Po sezoně došlo k reorganizaci nižších soutěží.[9]
- 1982/83: Po sezoně došlo k reorganizaci krajských soutěží (zrušení I. A tříd a I. B tříd → krajské soutěže I. třídy).
- 1985/86: Po sezoně došlo k reorganizaci krajských soutěží (zrušení krajských soutěží I. třídy → návrat I. A tříd a I. B tříd)
- 1990/91: Po sezoně došlo k reogranizaci krajských soutěží (kraje → župy).
- 2001/02: Po sezoně došlo k reogranizaci krajských soutěží (župy → kraje).
- 2019/20: Sezona nedohrána kvůli pandemii covidu-19.
- 2020/21: Sezona nedohrána kvůli pandemii covidu-19.

## FC Miroslav „B“
FC Miroslav „B“ je rezervním mužstvem Miroslavi, které bylo do sezony 2015/16 dlouholetým účastníkem Okresního přeboru Znojemska (8. nejvyšší soutěž). V sezoně 2019/20 obnovilo činnost po tříleté odmlce a nastupuje v nejnižší soutěži.

### Umístění v jednotlivých sezonách
Stručný přehled
Zdroj: 
- 1999–2000: Okresní přebor Znojemska
- 2002–2006: Okresní přebor Znojemska
- 2006–2007: Okresní soutěž Znojemska – sk. B
- 2007–2016: Okresní přebor Znojemska
- 2016–2019: bez soutěže
- 2019– : Základní třída Znojemska – sk. C

Jednotlivé ročníky
Zdroj: 
Legenda: Z – zápasy, V – výhry, R – remízy, P – porážky, VG – vstřelené góly, OG – obdržené góly, +/− – rozdíl skóre, B – body, červené podbarvení – sestup, zelené podbarvení – postup, fialové podbarvení – reorganizace, změna skupiny či soutěže
| Česko (1999 – 2016)                                             |                                  |        |    |    |   |    |    |     |      |    |        |
| Sezóny                                                          | Liga                             | Úroveň | Z  | V  | R | P  | VG | OG  | +/−  | B  | Pozice |
| 1999/00                                                         | Okresní přebor Znojemska         | 8      | 26 | 12 | 4 | 10 | 66 | 60  | +6   | 40 | 6.     |
| ...                                                             |                                  |        |    |    |   |    |    |     |      |    |        |
| 2002/03                                                         | Okresní přebor Znojemska         | 8      | 26 | 10 | 5 | 11 | 48 | 49  | −1   | 35 | 5.     |
| 2003/04                                                         | Okresní přebor Znojemska         | 8      | 26 | 8  | 6 | 12 | 36 | 59  | −23  | 30 | 11.    |
| 2004/05                                                         | Okresní přebor Znojemska         | 8      | 26 | 11 | 8 | 7  | 51 | 48  | +3   | 41 | 3.     |
| 2005/06                                                         | Okresní přebor Znojemska         | 8      | 26 | 6  | 5 | 15 | 45 | 68  | −23  | 23 | 13.    |
| 2006/07                                                         | Okresní soutěž Znojemska – sk. B | 9      | 26 | 21 | 3 | 2  | 63 | 22  | +41  | 66 | 1.     |
| 2007/08                                                         | Okresní přebor Znojemska         | 8      | 26 | 7  | 9 | 10 | 41 | 56  | −15  | 30 | 11.    |
| 2008/09                                                         | Okresní přebor Znojemska         | 8      | 24 | 6  | 7 | 11 | 31 | 51  | −20  | 25 | 10.    |
| 2009/10                                                         | Okresní přebor Znojemska         | 8      | 26 | 8  | 5 | 13 | 39 | 55  | −16  | 29 | 11.    |
| 2010/11                                                         | Okresní přebor Znojemska         | 8      | 26 | 9  | 5 | 12 | 47 | 62  | −15  | 32 | 9.     |
| 2011/12                                                         | Okresní přebor Znojemska         | 8      | 26 | 11 | 2 | 13 | 49 | 64  | −15  | 35 | 8.     |
| 2012/13                                                         | Okresní přebor Znojemska         | 8      | 26 | 9  | 5 | 12 | 39 | 55  | −16  | 32 | 10.    |
| 2013/14                                                         | Okresní přebor Znojemska         | 8      | 26 | 7  | 6 | 13 | 32 | 81  | −49  | 27 | 11.    |
| 2014/15                                                         | Okresní přebor Znojemska         | 8      | 26 | 7  | 5 | 14 | 35 | 66  | −31  | 26 | 12.    |
| 2015/16                                                         | Okresní přebor Znojemska         | 8      | 26 | 1  | 3 | 22 | 25 | 127 | −102 | 6  | 14.    |
| V letech 2016–2019 nebylo B-mužstvo přihlášeno v žádné soutěži. |                                  |        |    |    |   |    |    |     |      |    |        |
| 2019/20                                                         | Základní třída Znojemska – sk. C | 10     | 10 | 7  | 0 | 3  | 40 | 9   | +31  | 21 | 3.     |
| 2020/21                                                         | Základní třída Znojemska – sk. C | 10     | 8  | 6  | 0 | 2  | 40 | 9   | +31  | 18 | 2.     |

## FC Miroslav „C“
FC Miroslav „C“ je druhým rezervním týmem Miroslavi, který hrál od svého založení roku 2007 v nejnižší soutěži. V sezonách 2016/17, 2017/18 a 2018/19 byl jedinou rezervou Miroslavi.

### Umístění v jednotlivých sezonách
Stručný přehled
Zdroj: 
- 2007–2008: Základní třída Znojemska – sk. C
- 2008–2013: Základní třída Znojemska – sk. B
- 2013–2016: Základní třída Znojemska – sk. C
- 2016– : Základní třída Znojemska – sk. B

Jednotlivé ročníky
Zdroj: 
Legenda: Z – zápasy, V – výhry, R – remízy, P – porážky, VG – vstřelené góly, OG – obdržené góly, +/− – rozdíl skóre, B – body, červené podbarvení – sestup, zelené podbarvení – postup, fialové podbarvení – reorganizace, změna skupiny či soutěže
| Česko (2012 – ) |                                  |        |    |    |   |    |    |    |     |    |        |
| Sezóny          | Liga                             | Úroveň | Z  | V  | R | P  | VG | OG | +/− | B  | Pozice |
| 2007/08         | Základní třída Znojemska – sk. C | 10     | 26 | 14 | 4 | 8  | 72 | 44 | +28 | 46 | 7.     |
| 2008/09         | Základní třída Znojemska – sk. B | 10     | 20 | 11 | 4 | 5  | 76 | 44 | +32 | 37 | 3.     |
| 2009/10         | Základní třída Znojemska – sk. B | 10     | 26 | 10 | 7 | 9  | 63 | 56 | +7  | 37 | 7.     |
| 2010/11         | Základní třída Znojemska – sk. B | 10     | 28 | 9  | 6 | 13 | 54 | 74 | −20 | 33 | 9.     |
| 2011/12         | Základní třída Znojemska – sk. B | 10     | 26 | 16 | 2 | 8  | 81 | 62 | +19 | 50 | 4.     |
| 2012/13         | Základní třída Znojemska – sk. B | 10     | 26 | 10 | 6 | 10 | 73 | 71 | +2  | 36 | 8.     |
| 2013/14         | Základní třída Znojemska – sk. C | 10     | 20 | 9  | 4 | 7  | 50 | 40 | +10 | 31 | 5.     |
| 2014/15         | Základní třída Znojemska – sk. C | 10     | 24 | 15 | 2 | 7  | 80 | 44 | +36 | 47 | 4.     |
| 2015/16         | Základní třída Znojemska – sk. C | 10     | 20 | 15 | 1 | 4  | 67 | 27 | +40 | 46 | 3.     |
| 2016/17         | Základní třída Znojemska – sk. B | 10     | 22 | 15 | 1 | 6  | 67 | 33 | +34 | 46 | 1.     |
| 2017/18         | Základní třída Znojemska – sk. B | 10     | 20 | 12 | 2 | 6  | 59 | 38 | +21 | 38 | 4.     |
| 2018/19         | Základní třída Znojemska – sk. B | 10     | 18 | 8  | 1 | 9  | 42 | 31 | +11 | 25 | 8.     |
| 2019/20         | Základní třída Znojemska – sk. B | 10     | 10 | 7  | 1 | 2  | 28 | 20 | +8  | 22 | 4.     |
| 2020/21         | Základní třída Znojemska – sk. B | 10     | 7  | 5  | 1 | 1  | 26 | 15 | +11 | 16 | 3.     |
| 2021/22         | Základní třída Znojemska – sk. B | 10     | 20 | 10 | 3 | 7  | 60 | 43 | +17 | 33 | 5.     |